# Щитовой вулкан

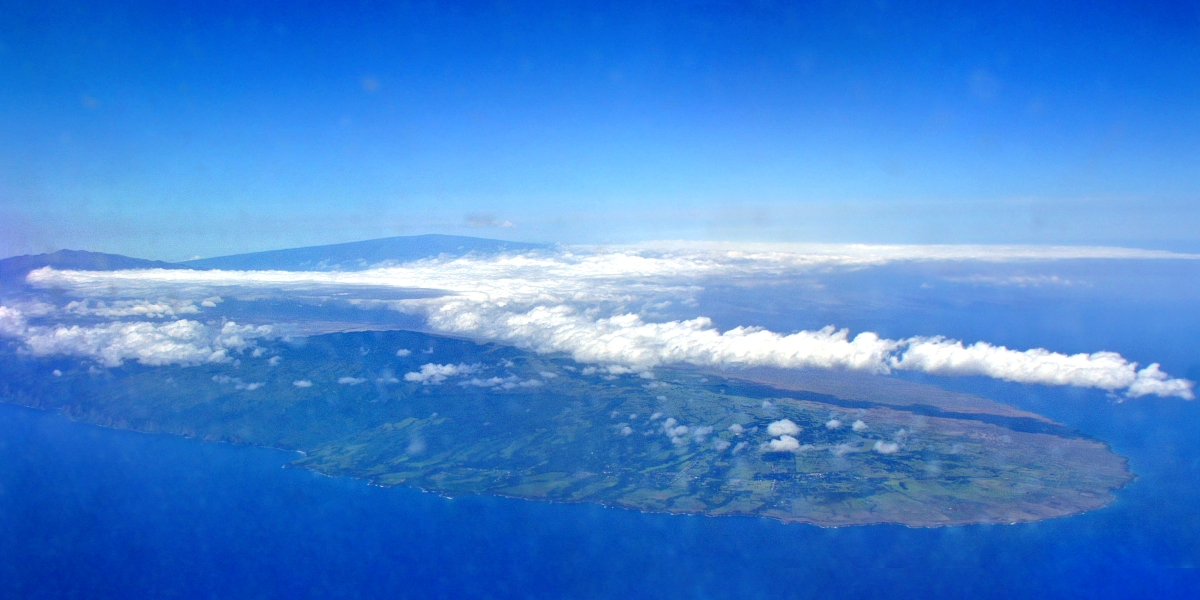
Щитовые вулканы, Гавайи (остров)

Щитовой вулкан (или «щитовидный вулкан», от слова «щит») — тип центрального вулкана пологой формы, образовавшегося в результате извержения гавайского типа. Вулканическая постройка состоит из тонких слоёв многократных излияний высокотемпературной жидкой лавы и ничтожного количества перестилающихся с ней рыхлых продуктов. Имеет форму пологого выпуклого щита c углом наклона склонов до 8°.

## Описание

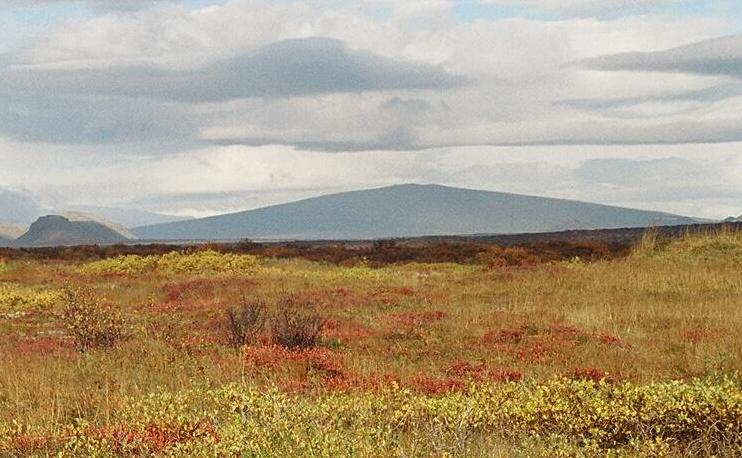
Щитовой вулкан в Исландии

На вершине щитового вулкана располагается кратер или кальдера, имеющие вид широких блюдцеобразных впадин с крутыми, часто террасообразно-ступенчатыми стенками. Щитовидная форма характерна для вулканов, извергающих базальтовые расплавы, поскольку такие магмы обычно имеют низкую вязкость и растекаются далеко от места излияния.
Раньше такой тип вулкана описывали как вулканы «исландского типа» или «аспит».

## Крупнейшие щитовые вулканы

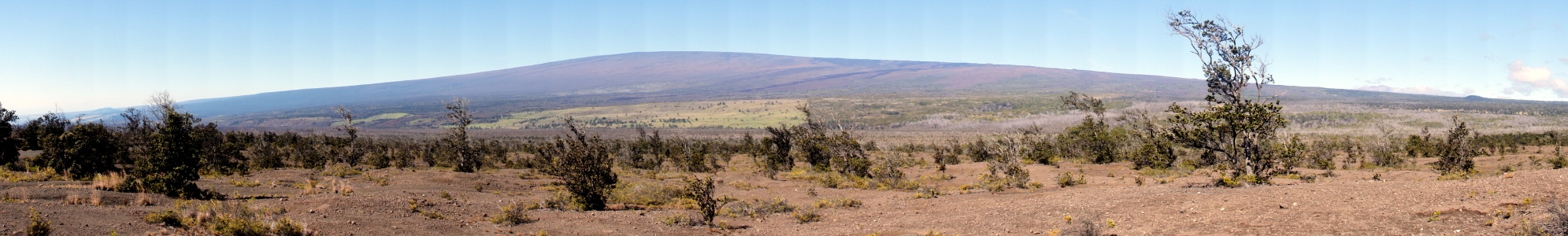
Мауна-Лоа — крупнейший надводный щитовой вулкан

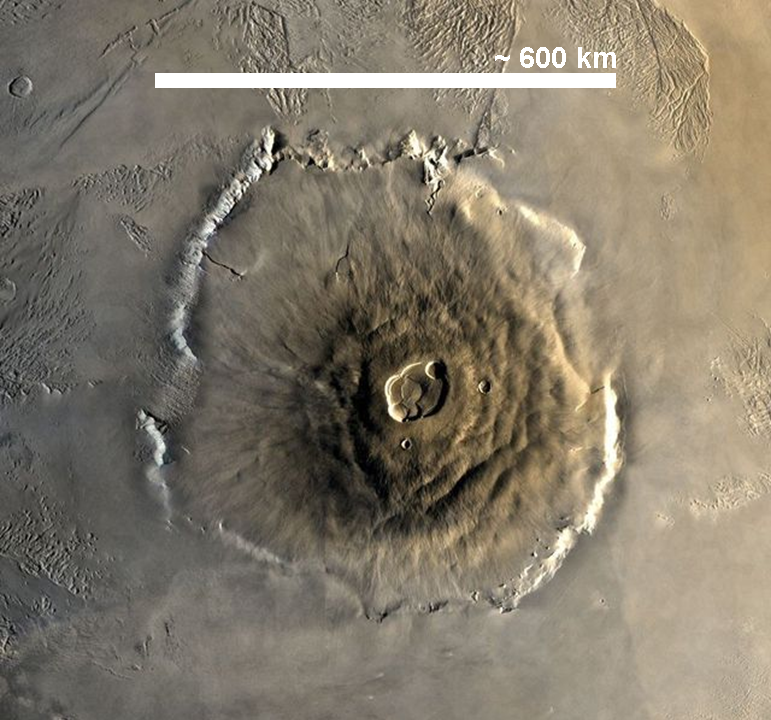
Олимп (Марс)

Крупнейший щитовой вулкан на Земле — подводный массив Таму, был открыт в 2013 году. В диаметре он достигает 625 км и имеет высоту 4 км. Располагается под водой в Тихом океане, в 1600 км от Японии. Долгое время считался обычной возвышенностью дна океана.
Щитовые вулканы образуют Гавайские острова. Самые активные Килауэа и Мауна-Лоа.
Ширина горы Мауна-Лоа — около 120 км, а её подводное основание (ширина 193 км) уходит на глубину 5791 метр. Таким образом, высота вулкана от его подводного основания составляет 9960 метра. Вулкан имеет наибольший объём и площадь разлива лавы (среди надводных вулканов) — около 5 200 км² — крупнейший надводный щитовой вулкан Земли.
На Марсе наибольший щитовой вулкан — Олимп.